# Революция на лалетата
„Революцията на лалетата“ или „Първа киргизстанска революция“ се отнася до свалянето на президента Аскар Акаев и неговото правителство в централно-азиатската република след парламентарните избори на 27 февруари и 13 март 2005 г.
Революцията маркира края на управлението на Акаев, семейството и приближените му, които според общественото мнение ставали все по-корумпирани и авторитарни. След революцията Акаев бяга в Казахстан, после в Русия. На 4 април подава оставката си в присъствието на киргизстанска парламентарна делегация в Киргизстанското посолство в Москва. На 11 април оставката му е приета.
В началните етапи на революцията медиите я наричат с многобройни имена, сред които „розова“, „копринена“, „жълта“, но се спират на името „революция на лалетата“, след като Акаев сам я назовава така в предупредително обръщение, че в Киргизстан не трябва да се случва подобна „цветна“ революция, имайки предвид мирната Революция на розите в Грузия и Оранжевата революция в Украйна през 2004 г.
Гиви Таргамадзе, председател на грузинската парламентарна комисия по отбрана и сигурност, се допитва до украинския лидер на опозицията за техниките на водене на мирен протест и след това съветва киргизстанската опозиция по време на революцията.
Въпреки че се случва паралелно с други мирни революции, в Революцията на лалетата има насилие в първите дни, особено в южния град Джалал-Абад, където са отбелязани първите прояви на насилие. Освен това поне трима души умират по време на размирици в столицата през първите 24 часа след падането на киргизстанското правителство.

## Следизборно насилие
Още преди обявяване на резултатите от националните парламентарни избори на 27 февруари започват протести срещу измама в избирателния процес в много от западните и южните райони. Организацията за сътрудничество и сигурност в Европа (ОССЕ) обявява, че първият кръг на изборите не отговаря на много от интернационалните стандарти.
На 18 март стотици демонстранти окупират губернаторската сграда в Джалал-Абад и друга правителствена сграда в Ош. Протестиращи в южния град Токтогул взимат за заложници местния управител и главния прокурор на района, обвинявайки ги в заговор с правителството на Акаев за избирателната измама.
В ранните часове на 20 март 2005 г., полицията се опитва да възобнови контрола върху сградата чрез сила. Съобщено е за няколко ранени протестиращи и един ранен полицай, затова властите задържат стотици цивилни в околността. В следващите часове тълпите се опитват да превземат отново сградата в Джалал-Абад. Близкото полицейско управление бързо се превръща в гореща точка на конфронтациите. Протестиращите започват да хвърлят камъни по сградата, което принуждава полицаите да излязат на покрива и да започнат огън от предупредителни изстрели. Очевидци описват как тълпата отваря насилствено вратите на сградата и започва да хвърля вътре коктейли Молотов.
До следващия ден, 21 март, около 1000 демонстранти в Ош окупират местната административна сграда, полицейско управление, телевизия и летище. Повечето охранители успяват да избягат невредими, но протестиращите хващат и нападат двама и след това правят демонстрация, разнасяйки ги из площада на града на коне.
На 22 март активистите окупират още една административна сграда в друг от южните градове – Пулгон. На следващия ден се провеждат и първите демонстрации в столицата Бишкек – няколкостотин души се събират на главния площад в града, но полицията прекратява и успокоява всичко още преди да е започнал протестът. Полицаите използват палки, за да укротяват демонстрантите, и арестуват няколко от организаторите.

## Опозицията
Преди изборите опозицията в Киргизстан страда от вътрешно разделение. В Грузия и Украйна опозициите се обединяват, за да свалят правителствата по време на революциите, но това не се случва в Киргизстан. Различни политически сили се събират за изборите и сформират коалиция, но всъщност само няколко от тях съществуват преди изборите. Опозицията няма силен водач, който да вдъхнови и да подтикне народа към революция, което оставя възможност за спонтанни популистки бунтове. По-отявлените критици на измамата по време на изборите включват Роза Отунбаева – бивш външен министър и посланик във Великобритания и САЩ, и Курманбек Бакиев, бивш министър-председател, който подава оставката си, когато полицията убива 5 мирни протестиращи в град Акси през 2002 г.
На 21 март Отунбаева обявява, че по време на протестите в Джалал-Абад много от полицаите променят позицията си:
| „ | Полицаи, включително и такива с високи постове, съблякоха униформите си и се присъединиха към цивилните, така че имаме съществена подкрепа. | “ |

Журналистите обаче не могат да потвърдят нейните твърдения.

## Реакция на правителството
След проявите на 21 март Акаев нарежда на Централната избирателна комисия и на Върховния съд да разследват случая, като „се съсредоточат върху райони, където избирателните резултати са предизвикали екстремна реакция от страна на народа... и да кажат открито кой е прав и кой не“.
На 23 март Акаев освобождава от длъжност вътрешния министър Бакирдин Субанбеков и главния прокурор Миктибек Абдилдаев заради „недобре свършена работа“ със справянето с растящите протести срещу правителството му.

## Смяната на режима
До 23 март протестните движения стават достатъчно силни и опозицията се обединява донякъде около двама главни лидери: Курманбек Бакиев и Роза Отунбаева.
На 24 март протестите застигат столицата Бишкек, когато тълпа от десетки хиляди хора се събира пред сградата на правителството. Когато органи на реда и поддръжници на правителството започват да бият млади демонстранти, тълпата зад тях ги обгражда и голям брой от младите хора се промъкват през охраната и влизат в правителствената сграда. Тълпите окупират и сградата на националната телевизия.
На същия ден президентът Акаев и семейството му бягат с хеликоптер в Казахстан и след това в Москва. На този етап той отказва да се оттегли. Министър-председателят Николай Танаев се оттегля, когато протестиращите завземат много от ключовите сгради в града, а полицаите се разбягват или се присъединяват към тълпата. Арестувани лидери на опозицията, като Феликс Кулов, са освободени, а Върховният съд обявява резултата от изборите за невалиден.
Новоизбраният парламент поставя Курманбек Бакиев за министър-председател и президент, а той на свое място посочва Феликс Кулов за вътрешен министър със специална задача да възстанови реда в столицата.
На 26 март поддръжници на предишното правителство, водени от Кенеш Душебаев (бивш вътрешен министър) и Темирбек Акматалиев (бивш министър по спешните случаи), се опитват да влязат в столицата, но бързо се отказват като виждат, че ще срещнат само съпротива. По-късно Акматалиев, близък съдружник на Акаев, обявява, че ще се кандидатира за президент в новите президентски избори.

## Укрепване
До 28 март ситуацията в държавата се стабилизира. Старото правителство се разпада напълно, а новото е признато за легитимно.
На 2 април Акаев се съгласява да се оттегли от поста си. Делегация е изпратена в Москва, за да се сдобие с подписа му върху нужните документи. На 3 април Акаев обявява по руската телевизия, че подава оставката си в сила от 5 април. Новият парламент води дебати 1 седмица преди да приеме окончателно оставката му на 11 април, но не преди да отнеме на него и семейството му много от досегашните привилегии, с които са разполагали.
Нови президентски избори са проведени през юли 2005 г., и след договорка с Феликс Кулов, Курманбек Бакиев побеждава, като прави Кулов министър-председател.
Въпреки надеждите че революцията ще донесе демократическа промяна за Киргизстан, следващите години не са много по-различни. През 2006 г. Бакиев се изправя пред политическа криза, когато хиляди хора излизат на протести срещу него и го обвиняват, че не изпълнява обещанията си да ограничи властта на президента и да даде повече власт на министър-председателя и парламента, както и да се бори срещу корупцията и престъпността.
През април 2007 г. протестиращи изискват оставката на Бакиев и не се съгласяват да приключат бунта си, дори когато Бакиев подписва конституционна поправка, която ограничава властта му.
Бакиев е преизбран през 2009 г. със 78% от гласовете. Главният му опонент Алмазбек Атамбаев се оттегля като твърди, че изборите са манипулирани и смята резултата за нелегитимен. ОССЕ също твърди, че Бакиев е спечелил „нечестна преднина“ и че изборите са били съпроводени с множество проблеми като липса на бюлетини и невярно преброяване на гласовете.

## Международни реакции
ОССЕ изпраща над 60 наблюдатели за контрол върху избирателния процес. В доклада си те казват, че вторите избори са показали „значително техническо подобрение в сравнение с първите“, но въпреки това е имало много проблеми.
Представителите на Общността на независимите държави изказват друго мнение: според тях изборите са били свободни и честни.